# Supercopa do Paraguai
A Supercopa Paraguay é uma copa nacional organizada pela Asociación Paraguaya de Fútbol desde 2021. Joga-se com uma só partida decisiva, jogada em campo neutro, que, se necessário, tem os pênaltis como método de desempate.
Enfrentam-se o campeão da Primeira División com mais pontos acumulados na tabela geral e o vencedor da Copa Paraguai.
O torneio é realizado desde sua primeira edição, em 2021, pela Asociación Paraguaya de Fútbol, sempre no início do ano seguinte ao da conquista dos respectivos títulos, em formato semelhante aos das supercopas existentes em diversos países europeus.
O atual detentor do título é o Olimpia, que conquistou seu primeiro título. Ele também é o time mais laureado no histórico da competição.

## Titulos por equipe
| Clube             | N° de títulos | N° de vices | Anos em que foi campeão | Anos em que foi vice |
| ----------------- | ------------- | ----------- | ----------------------- | -------------------- |
| Libertad          | 2             | 0           | 2023 e 2024             | —                    |
| Olimpia           | 1             | 2           | 2021                    | 2022 e 2024          |
| Sportivo Ameliano | 1             | 0           | 2022                    | —                    |
| Cerro Porteño     | 0             | 1           | —                       | 2021                 |